# Copiolepis quadrisquamosa
Copiolepis quadrisquamosa är en tvåvingeart som beskrevs av Günther Enderlein 1920. Copiolepis quadrisquamosa ingår i släktet Copiolepis och familjen borrflugor. Inga underarter finns listade i Catalogue of Life.